# فالنتين أوفيريم
فالنتين أوفيريم (تنطق بالهولندية: [ˈvaːləntɛin ˈoːvəreːm]؛ مواليد 17 أغسطس 1976) هو مُقاتل فنون قتالية مختلطة وكيك بوكسينغ هولندي مُعتزل.

## وصلات خارجية
- فالنتين أوفيريم على موقع شيردوغ (الإنجليزية)
- فالنتين أوفيريم على موقع IMDb (الإنجليزية)
- فالنتين أوفيريم على موقع قاعدة بيانات الفيلم (الإنجليزية)